# Allium eduardii
Allium eduardii là một loài thực vật có hoa trong họ Amaryllidaceae. Loài này được Stearn ex Airy Shaw mô tả khoa học đầu tiên năm 1946.